# Bradley James
 Ikke at forveksle med James Bradley.
Bradley James (født 11. oktober 1983 i Exeter) er en engelsk skuespiller. Han havde sin tv-debut i tv-serien Lewis i 2008 og er bedst kendt for sin rolle som Prins Arthur i tv-serien Merlin.

## Karriere
Bradleys første tv-optræden var i en episode af Inspector Morse spinoff-serien Lewis i 2008. Han spillede også karakteren Ben Davies i BBC Three dramaet Dis/Connected.
Han studerede skuespil på Drama Center London. Hans gennembrud kom da han blev valgt til at spille Prins Arthur, en ung mand, som senere blev den legendariske Kong Arthur, i BBC One fantasy tv-serien Merlin. I et interview sagde han, at han nød at være involveret i stuntene; dog havde han ”fået sin andel af skaderne”. Han har nu været med i første, anden, tredje, fjerde, og femte sæson af Merlin.
Bradley er desuden en talentfuld fodboldspiller, og da han var dreng drømte han om enten at blive professionel fodboldspiller eller skuespiller.[kilde mangler]

## Udvalgt filmografi
| År        | Titel          | Rolle        | Noter                         |
| --------- | -------------- | ------------ | ----------------------------- |
| 2008      | Lewis          | Jack Roth    | Afsnittet: "Music to Die For" |
| 2008      | Dis/Connected  | Ben          | Tv-film                       |
| 2008–2012 | Merlin         | Arthur       | Tv-serie, 65 episoder         |
| 2009      | Portobello 196 | Jude         | Kortfilm                      |
| 2012      | Fast Girls     | Carl         | Spillefilm                    |
| 2014      | Homeland       | Lt JG Edgars | Tv-serie                      |

## Priser
| År   | Award                   | Kategori                         | Rolle           | Resultat  |
| ---- | ----------------------- | -------------------------------- | --------------- | --------- |
| 2010 | Monte-Carlo TV Festival | Outstanding Actor - Drama Series | Arthur i Merlin | Nomineret |